# Stínka obecná
Stínka obecná (Porcellio scaber Latreille, 1804) je suchozemský korýš z kmene členovců. Patří do rodu stínka z řádu stejnonožců.

## Popis
Stínka obecná mívá průměrně kolem 1,5 cm a má tmavší až tmavě šedou barvu. Tělo se skládá ze článkovaného krunýře tvořeného 9 články, ze 7 párů kráčivých končetin a z tykadel.
Krunýř je vyztužen vápenatými solemi, které stínka získává z prostředí (např. z rozpadající se omítky a zdiva) a konzumací staré svlečky (exuvie).
Mohou být cítit čpavkem, protože vylučují odpadní dusíkaté látky v podobě čpavku. Dýchají pomocí žaberních destiček vespodu zadečku, proto musejí žít ve vlhkém prostředí.
Jsou aktivní za soumraku, přes den jsou zalezlé pod kameny nebo v tmavých skulinách.

## Rozmnožování
Samičky nosí vajíčka na svém břiše až do vylíhnutí a potom hynou. Mláďata jsou bílá až žlutá, ze začátku mají necelý milimetr a ihned zalézají nejčastěji do půdy nebo do malých skulinek. Rychle rostou a poté začínají vylézat i na povrch a pomalu tmavnou od prostředka krunýře.

## Výskyt
Stínky jsou velice hojné a vyskytují se téměř všude (sklepy, pod velkými kameny a dlažebními kostkami, ve vlhkých skulinách…).
Často se zdržují ve skupině, kde se objevují i svinky.

## Potravní vztahy
Mezi její potravu patří tlející rostliny.
Často bývá kořistí pavouků z rodu šestiočka, respektive celosvětově rozšířeného druhu šestiočka velká (Dysdera crocata). Evropští štíři rodu Euscorpius tvoří jejich další významné přirozené predátory. Někteří štíři a další predátoři nejsou schopni stínky lovit. To platí pro některé zástupce čeledi Buthidae, např. Tityus sp. Chovatelé však využívají stínky jako snadno obstaratelnou a neškodnou kořist pro drobné a mladé Theraphosinae jako jsou sklípkani a mnoho dalších živočichů. Stínky samotné patří díky druhové, tvarové a barevné pestrosti (3000+ suchozemskych druhů) stále více mezi na péči nenáročné chovance terárií.[zdroj⁠?!]